# Vista Alegre do Alto
Vista Alegre do Alto este un oraș în São Paulo (SP), Brazilia.